# Ladbroke Square

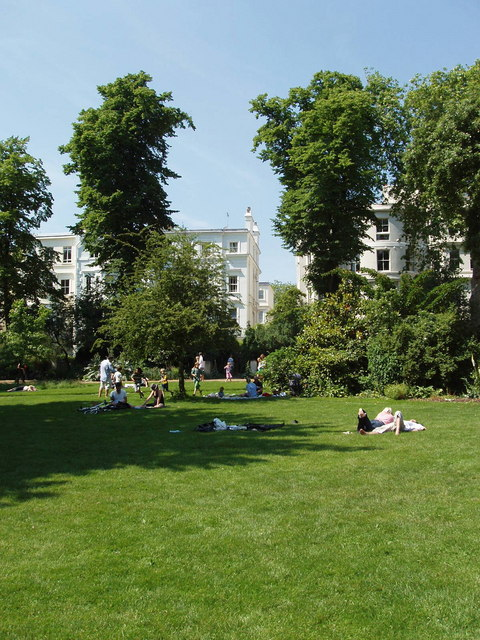
Ladbroke Square

Ladbroke Square ist eine parkähnliche Gartenanlage in Notting Hill, West London, England.

## Lage
Ladbroke Square liegt nördlich der Holland Park Avenue unweit Notting Hill Gate. Begrenzt wird er durch die Straßen Ladbroke Grove im Westen, Kensington Park Gardens im Norden (mit Häusern, deren Rückseite zum Park liegt) und Kensington Park Road im Nordosten. Die Straße südlich der Anlage heißt Ladbroke Square.

## Geschichte
Ladbroke Square lag ursprünglich neben einer Pferderennbahn, bekannt als „Hippodrome“, die 1837 von John Whyte angelegt worden war, sich jedoch nicht behaupten konnte. Das Areal wurde in den 1840er Jahren bebaut, die Anlage erhielt seine heutige Form 1849.
Ladbroke Square ist der größte der 16 „Communal Gardens“ auf dem Gebiet des ehemaligen Ladbroke Estate. Mit 3 Hektar ist er einer der größten privaten Parks in London. Das umzäunte Gelände ist nur für Anwohner zugänglich. Zeitweise öffnet die Anlage gegen Eintrittsgebühr.